# DOS-kommandon

## DOS-kommandon
I operativsystemen för persondatorer MS-DOS och PC-DOS, finns ett antal standardkommandon för vanliga uppgifter som att lista filer på en disk eller flytta filer. Några kommandon byggdes in i kommandotolken och andra fanns som externa kommandon lagrade på hårddisken. Vid utvecklingen av de olika versionerna (generationerna) för DOS, lades kommandon till för ytterligare funktioner i operativsystemet. I de nuvarande Microsoft Windows operativsystem kan fortfarande ett textbaserat fönster med kommandoprompt användas.

### COMMAND.COM
Kommandotolken i DOS är igång när inget applikationsprogram är igång. När ett datorprogram har varit igång och den aktuella delen av kommandotolken har skrivits över i minnet, så läser DOS in den igen från disken. Några kommandon är interna och inbyggda i COMMAND.COM, andra är externa kommandon som lagras på hårddisken. När användaren skriver en textrad vid kommandoprompten, tolkar COMMAND.COM raden och försöker att matcha den mot ett kommando antingen inbyggt i kommandotolken eller mot namnet på någon en av de exekverbara program som finns alternativt en batchfil på hårddisken. Om ingen matchning hittas, skrivs ett felmeddelande (error message) på skärmen och kommandoprompten visas igen.
Externa kommandon var för stora för att lagras i kommandoprocessorn eller användes mer sällan. Sådana hjälpprogram (utility programs) lagrades på hårddisken och lästes in som ett vanligt applikationsprogram men distribuerades med operativsystemet. Dessa hjälpprogram var tvungna att vara åtkomliga på en hårddisk, antingen på den aktuella disken eller anges i den sökväg (path) som angetts till kommandotolken.
I förteckningen nedan finns kommandon som accepterar filespec, det vill säga de kan ta emot mer än ett filnamn, eller ett filnamn inklusive wildcards (* och ?). Kommandon som bara kan ta emot ett filnamn sägs acceptera en filename-parameter. Dessutom kan växlar (command line switches), eller andra parametersträngar, användas på kommandoraden. Mellanslag (space) och symboler som "/" eller "-" kan användas för att ge kommandotolken möjlighet att kombinera kommandoraden till filnamn, filspecifikationer, och andra val.
Kommandotolken bevarar skiftläget för de parametrar som läggs in i kommandot, men kommandonamnen själva är skiftokänsliga.
Samtidigt som många kommandon är de samma i flera DOS-system (MS-DOS, PC-DOS, DR-DOS, FreeDOS, etc.) kan några skilja sig åt i namn och syntax.

## Fotnoter och källor
1. ↑  Eller på floppydisk eller diskett i de tidiga system som inte hade inbyggd hårddisk.
2. ↑  Gemena eller versala bokstäver.